# CF Unidos
Der CF Os Unidos (offiziell: Clube de Futebol Os Unidos) ist ein Fußballverein, der heute in Pontinha, einer Stadtrandgemeinde der portugiesischen Hauptstadt Lissabon beheimatet ist.

## Geschichte
Der Verein wurde 1940 gegründet. Seine sportlichen Erfolge liegen insbesondere in den ersten Jahren seines Bestehens. Von 1940 bis 1943 konnte er sich dreimal in Folge für die Primeira Divisão qualifizieren und schloss die Saison 1942/43 auf dem vierten Platz ab. Im gleichen Zeitraum stand man zweimal im Halbfinale und einmal im Viertelfinale der Taça de Portugal. 1943/44 gelang noch einmal im Pokal die Qualifikation für das Achtelfinale. Danach blieben für über dreißig Jahre überregionale sportliche Erfolge aus.
Lediglich 1978, 1981 und 1988 nahm der Verein nochmal an der Taça de Portugal teil, schied aber jeweils früh aus. Derzeit verfügt der Verein nur über Nachwuchsmannschaften.

### Bilanz in der Primeira Divisão
| Saison  | Platz | Tore  | Punkte |
| ------- | ----- | ----- | ------ |
| 1940/41 | 7/8   | 28:50 | 06     |
| 1941/42 | 7/12  | 53:49 | 18     |
| 1942/43 | 4/10  | 70:46 | 20     |